# احمد بلال
احمد بلال (عربی: أحمد بلال؛ زادهٔ ۲۰ اوت ۱۹۸۰) یک بازیکن فوتبال اهل مصر است.

## باشگاهی
از باشگاه‌هایی که در آن بازی کرده‌است می‌توان به باشگاه ورزشی الوحدات، باشگاه فوتبال النفط، باشگاه فوتبال کونیاسپور، آنکاراگوچو، باشگاه ورزشی الاهلی مصر اشاره کرد.

## تیم ملی
وی همچنین در تیم ملی فوتبال مصر بازی کرده است.